# Wim Zwiers
Willem (Wim) Zwiers (Rotterdam, 17 mei 1922 - Amsterdam, 14 november 2019) was een Nederlandse graficus, graveur, tekenaar, schilder, beeldhouwer, glasschilder en was directeur van academie Minerva in Groningen.

## Levensloop
Na het behalen van zijn diploma aan de Christelijke hbs in Rotterdam volgde hij vanaf 1940 een opleiding aan de Academie voor Beeldende Kunsten in Rotterdam en studeerde daar af in 1944. In 1948 behoorde Zwiers tot de drie Nederlandse grafici die deelnamen aan de Prix de Rome voor de grafiek. Van 1946 tot 1964 was hij aan genoemde academie verbonden als docent in de grafische technieken. Van 1964 tot 1974 was hij verbonden aan de Academie Minerva in Groningen.
Van 1974 tot 1997 woonde hij in Lekkerkerk. Een door hem ontworpen gebrandschilderd raam met als onderwerp de gifaffaire die Lekkerkerk in 1980 trof, bevindt zich daar in de Grote of Johanneskerk. 
Hij vervaardigde vele honderden ex-librissen. Omstreeks 1992 begon hij naast zijn gegraveerde ex-libris de computer te gebruiken voor het maken van ex-libris en andere kleingrafiek. Hoewel hij niet de eerste was die computerexlibris ging maken, verraste hij door op zeventigjarige leeftijd als gerenommeerd koper- en houtgraveur met een dergelijke nieuwe techniek te beginnen.